# ジュリアス・ローゼンウォルド

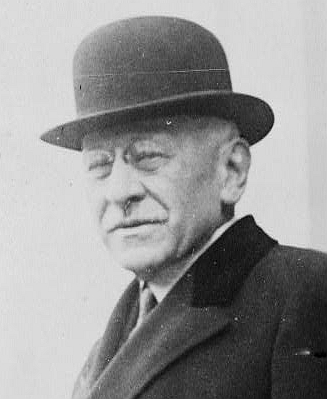
ジュリアス・ローゼンウォルド

ジュリアス・ローゼンウォルド（英:Julius Rosenwald、1862年8月12日 – 1932年1月6日）は、アメリカ合衆国の洋服仕立屋、製造業者、会社経営者であり、フィランソロピストである。シアーズ・ローバック社の共同経営者と指導者として最も有名であるが、20世紀前半にアフリカ系アメリカ人の教育やその他のフィランソロピー活動に大量の金を寄付したローゼンウォルド基金の創設者としても知られている。シカゴ科学産業博物館を創設し後援した主要人物でもあり、博物館への寄付額は500万ドルを超え、その会長としても務めた。

## 生い立ちと青年時代
ジュリアス・ローゼンウォルドは、ドイツから移民してきたユダヤ人で洋服仕立屋のサミュエル・ローゼンウォルドとその妻オーガスタ・ハマースローの息子として生まれた。生まれ育った場所はイリノイ州スプリングフィールドであり、エイブラハム・リンカーンが大統領の時に住んだ家から数ブロックしか離れていなかった。
ローゼンウォルドが16歳の時までに、その両親が洋服の商売を学ばせるためにニューヨーク市にいた叔父の所に徒弟修業に出した。ニューヨークにいる間に、ヘンリー・ゴールドマンやヘンリー・モーゲンソウと友達になった。ローゼンウォルドは弟のモリスと共に洋服の製造会社を立ち上げたが1885年の不況で倒産した。その時に、南北戦争の間にまとまった注文を受け標準化されたサイズで洋服の製造を始めた人の話を耳にした。ローゼンウォルドはその仕組みを試みることに決め、その市場であると予測した田園地帯に近いほうが良いと判断した。兄弟はシカゴに移住した。
シカゴに着くと、従兄弟のジュリアス・ワイルの支援を得て、3人でローゼンウォルド・アンド・ワイル洋服会社を興した。
1891年、ローゼンウォルドは競合する洋服屋の娘、オーガスタ・ナスバウムと結婚した。夫妻には5人の子供ができたが、そのうちの一人レッシング・ローゼンウォルドは父親の後をついで顕著な実業家となり、シアーズ社の会長職 (1932-1939)にも就いた。

## シアーズ・ローバック社
1893年リチャード・シアーズとアルバー・C・ローバックがそれまでの時計会社の名前をシアーズ・ローバック社と変え、徐々に多角化を始めた。ローゼンウォルドとワイルはシアーズ・ローバック社へ男性用衣料品を下ろす主要な業者になった。1893年の不況で売れ残った商品がだぶつき、またローバックが健康を害したために会社を辞めた。シアーズは会社の共同経営者にアーロン・ナスバウムを指名したが、ローゼンウォルドはその会社に興味を抱くようになった。ナスバウム自身も協力者を必要としており、義兄弟となっていたローゼンウォルドに出資を求めた。1895年8月、シアーズはローバックの持分である半分の株式をナスバウムとローゼンウォルドに75,000ドルで売った。
ローゼンウォルドはリチャード・シアーズと共によく働いた。会社には合理的な経営哲学を取り入れ、取り扱う製品を多様化して、衣料雑貨、耐久消費財、薬品、金物、家具など農家が欲しがるようなものを何でも揃えた。1895年から1907年までの間に、ローゼンウォルドは副社長と財務を担当して会社を引っ張り、年商は75万ドルから5千万ドル以上まで上昇した。会社の繁栄によって、シアーズとローゼンウォルドはさらなる拡大を目指し、1906年に株式を公開した。ローゼンウォルドはこの時ゴールドマン・サックスの上級経営者となっていたヘンリー・ゴールドマンに新規株式公開を取り扱わせた。リチャード・シアーズは健康を害して1908年に辞職し、ローゼンウォルドを社長に指名した。
シアーズ・ローバック社は第一次世界大戦後の不況時には低迷し銀行の救済を必要とするまでになった。ローゼンウォルドは私財から2,100万ドルを担保に差し出した。1922年までにシアーズ社は経営的安定を取り戻し、2年後、ローゼンウォルドは社長を辞めてフィランソロピーに力を入れることにした。ローゼンウォルドはシアーズ社の取締役会長に指名され、終生その職を務めた。

## フィランソロピー
1906年以降、シアーズ社の株式公開で、ローゼンウォルドはゴールドマン・サックスのもう一人の上級経営者ポール・J・サックスと友達になった。サックスはシカゴを何度も訪れたが、しばしばローゼンウォルドの家に泊まり、二人でアメリカの社会状況を議論して、アメリカではアフリカ系アメリカ人の窮状が最も深刻な問題であることに同意した。サックスはローゼンウォルドを、アフリカ系アメリカ人の教育に取り組んでいる2人ウィリアム・H・ボールドウィンとブッカー・T・ワシントンに紹介した。ローゼンウォルドはワシントンと提携し、1912年にタスケギー大学の理事長就任を要請され、この職も終生務めることになった。ローゼンウォルドは大学に寄付をしたので、ワシントンは基金を募って旅する時間を節約でき、大学の運営に多くの時間を割けるようになった。
ワシントン博士はローゼンウォルドにアメリカにおけるアフリカ系アメリカ人の教育の貧しい状態に取り組むように勧めたので、ローゼンウォルドはアラバマ州の田園地帯に6つの小さな学校の建設資金を寄付し、その学校は1913年と1914年に建設、開校され、タスケギー大学の監督下に入った。この計画はアフリカ系アメリカ人によって作られ、またそのために成されたものであったので、教育におけるローゼンウォルドの果たす役割を予兆させるものになった。ジェーン・アダムズ、ミニー・ロー、グレイス・アボット、ポール・J・サックスおよびワシントンの社会進歩主義、またエミール・ヒルシュやジュリアン・マックの改革派 (ユダヤ教)改革派ユダヤ教会（彼らの多くはローゼンウォルドの個人的友人だった）に刺激を受けたローゼンウォルドはその時間、エネルギーおよび金をフィランソロピーに捧げた。1911年に次のように記した。
1917年、「人類の幸福」のために「ローゼンウォルド基金」を創設した。他の寄付団体とは異なり、この基金は永久に資金が続くように工夫され、フィランソロピーのために資金を使うように意図された。そのような意図ではあったが、基金は1948年までに使い果された。
ローゼンウォルドの存命中に、ローゼンウォルドとその基金から公立学校、単科大学、総合大学、博物館、ユダヤ人の慈善事業および黒人の施設に7千万ドル以上が寄付された。学校建設がローゼンウォルド基金によって推進された中でも最大の計画であり、南部で5千以上の学校、店舗および教員宿舎の建設のためにマッチング・ファンドの形で400万ドル以上が使われた。これらの学校はローゼンウォルド学校と呼ばれるようになった。
ローゼンウォルドはアメリカの100の郡が郡部農業相談員を雇うために1000ドルの助成金を出し、アメリカ農政局がアメリカの田園地帯にとって貴重なものとなる企画を実行する手助けをした。またシカゴの科学と産業の博物館を創設し後援した主要人物でもあり、これには500万ドル以上を寄付し、その会長も務めた (1927-1932)。
ローゼンウォルドは、1932年1月6日、イリノイ州ハイランドパークのラビニア地区にある自宅で亡くなった。シカゴの中心街、シカゴ川とマーチャンダイズ・マートの間に立っている8人の産業界大立者の胸像の一つはローゼンウォルドに捧げられた。